# Japo Kasa
Japo Kasa is een plaats in het departement Cochabamba, Bolivia. De plaats ligt in de gemeente Tapacarí, gelegen in de gelijknamige provincie Tapacarí. 
In de gemeente Tapacarí spreekt 75,5 procent van de bevolking Quechua.

## Bevolking
| Jaar | Populatie |
| ---- | --------- |
| 1992 | 496       |
| 2001 | 431       |
| 2012 | 389       |